# Man Here Plays Mean Piano
『Man Here Plays Mean Piano』（マン ヒア プレイズ ミーン ピアノ）は、SUEMITSU & THE SUEMITHのインディーズアルバムおよびメジャーデビューアルバム。

## 解説
Rhythm REPUBLICよりインディーズデビューアルバムとして2005年2月23日に発売。その後、キューンレコードよりメジャーデビューアルバムとして、新録のボーナストラック4曲を追加収録して『Man Here Plays Mean Piano - A New Edition 4 Sony Music』（マン ヒア プレイズ ミーン ピアノ ア ニュー エディション ソニー ミュージック）として、2006年4月19日に再発。どちらも初回プレス盤スリーブケース仕様。インディーズ盤とメジャー盤との相違点としては、配色（インディーズ盤は白、メジャー盤は黒）、ブックレット内の写真、ブックレットの文字デザイン等が挙げられる。
メジャー盤の再発に伴ってインディーズ盤は廃盤となっており、現在入手することは非常に困難である。
メジャー盤は再発盤のため、公式には1stアルバムとはされず、あくまで“リ・イシュー・アルバム”とされている（『The Piano It's Me』が“Major 1st Album”とクレジットされている）。ちなみに、ソニー・ミュージックエンタテインメント所属のアーティストで、インディーズアルバムの再発でメジャーデビューするのは、ASIAN KUNG-FU GENERATIONの『崩壊アンプリファー』以来であり、SUEMITSU & THE SUEMITHのデビューから1ヵ月後にも同じスタイルを踏襲してジンがミニアルバム『言錆の樹』でメジャーデビューを果たしている。
インディーズで制作された「Irony」のプロモーションビデオは上田女子短期大学の講堂を借り切って撮影が行われた。また、メジャーより『Man Here Plays Mean Piano - A New Edition 4 Sony Music』が発売されるにあたり、同曲の日本語バージョンである「Irony ("Bittersweet Irony" Japanese Version)」のプロモーションビデオも制作されている。

## 収録曲
1. "SUEMITSU" Here Plays Mean Piano
2. Irony
3. Arabesque
4. Skyscrape
5. Basketball Game Crush
6. The Desperado
7. Mini Cooper
8. Etude
9. (I'm In) Mad Cherry Red
10. Chelsea
Bonus Track
"SUEMITSU"'z Other Works
11. Part Of Your World (*006 New Recording from "Mosh Pit on Disney")
12. Don't You Worry 'Bout A Thing (from "Rock Motown")
"SUEMITSU" Sings in Japanese
13. Irony ("Bittersweet Irony" Japanese Version)
  - テレビ東京系『JAPAN COUNTDOWN』2006年4月度オープニングテーマ
14. Arabesque ("Melody Played by Pianist" Japanese Version)
  - NHK-FM『ミュージック・スクエア』2006年4・5月オープニングテーマ

## 演奏
- 末光篤：Vocal, Piano, Chorus
- 鈴木俊介：Guitar
- 高橋純：Bass (#1-10.12.14)
- 田井基良：Drums (#1-10.12.14)
- 三輪丈太郎：Bass (#11)
- 柏倉隆史：Drums (#11)
- YUPOS：Narration (#1)
- 小林太：Trumpet (#7.8)
- 野村裕幸：Trombone (#7.8)
- 徳永友美：Violin (#7.14)
- 村山達哉：Viola (#7.14)